# 단장의 그림
《단장의 그림》(断章のグリム)은 코다 가쿠토가 쓴 라이트 노벨이다. 일러스트는 미카즈키 카케루가 맡았다. 전격문고에서 2011년 12월 16권이 발행되었다.

## 스토리
평범한 고교생 시라노 아오이는, 어느날 <신의 악몽>에서 생겨난 <악몽의 거품>, <포화>와 조우하고, 그것을 쫓고 있던 미소녀 토키츠키 유키노와 만난다. 그 날 이후로부터 아오이는 그가 사랑했던 '평범한 일상'과는 정반대인, <신의 악몽>이 만들어낸 악몽의 동화가 현현하는 세계로 말려들게 된다.

## 등장 인물

### 중심 인물
시라노 아오이(白野 蒼衣)
본 작품의 주인공. 사립 텐료우 고등학교 1학년. 항상 눈에 띄지 않는 것을 신조로 삼고, '평범'이나 '보통'을 사랑하는, 매우 평범한 소년.
소꿉친구인 하야가 <이형>으로 변해버린 <포화>에 의해 초등학생일 때 <단장보유자>가 되어 있었지만, 아오이는 그 과거를 봉해두고 있었다. 그 <포화>의 트라우마탓에 곤란해 하는 사람을 내버려두거나, 타인의 부탁을 거절하지 못하며, 마음이 병들어있는 여자아이에 대해 의무감과도 같은 책임감을 느끼고 만다. 《재투성이》의 <포화>와 조우했을 때 자신의 <단장>과 기억 깊은 곳에 봉해두고 있던 과거를 생각해내어 <단장보유자>로 각성, <기사>가 된다. 중학생일 때부터 부활동도 아르바이트도 하지 않았고, 취미도 없다. 자신이 자신을 위해 하는 일에는 전혀 흥미가 없는 것이다. 당연히 부모님께는 <기사단>에 소속된 것이 비밀이기에, <기사단> 활동으로 인해 귀가가 늦어지거나 지방으로 가게 될 때에는, 향토사 연구회라는 동아리 활동 때문이라고 변명하고 있다.
보유하고 있는 <단장>의 이름은 <각성의 앨리스>. 품고 있는 악몽의 내용은 "자신이 내버린 인간이 파멸한다". 타인이 품고 있는 악몽을 이해·공유할 수 있고, 그 이해한 사실을 거절하는 것에 의해, 악몽을 악몽에 있어 가장 가까운 현실, 즉 <보유자> 또는 <잠유자> 자신에게로 되돌린다. 아오이에 의해 악몽이 되돌려진 상대는 그 악몽을 유지할 수 없게 되고, 철저하게 이형화되어, 최종적으로는 소멸한다. <포화>에 대응할 궁극의 수단이라고도 할 수 있을 정도의 만능의 무기나 다름없지만, 적·아군 구별없이 맥빠질만큼 간단히 살해해버릴 가능성이 있는 양날의 칼이다. 또한 <효과>를 발동시키는 조건 탓에 타인의 악몽을 깊이 느끼고 이해하지 않으면 안 되어 매회 무척 괴로워하게 된다. 한편, 이해·공유에 이르지 못한 <포화>에 대해서는 아무것도 할 수 없기 때문에, 평소에는 유키노의 하인과도 같은 상태. 그러나 단장의 영향인지 포화의 구성에 관해서는 날카롭고, 그 점은 유키노도 인정하고 있다.
단장시는 <진정한 너는 뭐지?> <너 좋을 대로 해. 네 진짜 모습은 너밖에 몰라. 아무도 네 모습을 구속하지 않아. ――변해라> (4권에서는 <아무도 네 모습을 구속하지 않아. ――변해라>외의 말이 생략되어 있다).
- 《재투성이》의 <포화>에서의 배역은 '왕자님'.
- 《헨젤과 그레텔》의 <포화>에서의 배역은 '헨젤'.
- 《빨간모자》의 <포화>에서의 배역은 '사냥꾼'.
- 《잠자는 숲속의 공주》의 <포화>에서의 배역은 '백 년째의 왕자'.

토키츠키 유키노(時槻 雪乃)
이 작품의 히로인. 시립 제일고교 1학년. 길을 걷는 것만으로도 남의 눈을 끌 정도로 예쁜, 흰 피부와 긴 흑발을 묶은 고딕풍 리본이 특징인 소녀. 그러나 항상 기분나빠보이는 차가운 눈동자와 손목의 상처를 감추는 붕대가 타인이 접근하지 못하도록 하고, 또 그녀 자신도 타인과 필요이상으로 어울리는 것을 무척 싫어하고 있다. 카제노에게 떠오른 <포화>로 가족을 모두 잃고, <기사>가 된다. 주위 어른들이 걱정할정도로 <포화>에 대해 심한 증오를 품고 있고, 그와 동시에 '평범한 일상'을 누리는 것을 포기하고 있다. 그 탓에 <단장보유자>이면서도 '평범한 일상'을 사랑하고 이를 이어가며, 매번 자신을 '평범한 일상' 쪽으로 끌어들이려 하는 아오이에 반감을 품고 있다. 전투를 할 때에는, 카제노의 유품인 고딕 롤리타 취향의 드레스를 입는다.
호전적인 성격과 무표정 탓에 그다지 동요하지 않는듯한 인상을 받지만, <단장>으로 사람과 비슷한 것을 죽인 날 밤에는 카제노의 <포화>를 생각해내서 울곤 하는 듯 하다. 애초에 지금의 성격은 <포화>와의 싸움을 위해 만들어낸 성격인 듯, 여유가 없다던가 할 때엔 무의식중에 원래의 성격에서 유래한 인정많은 행동을 할 때도 있다.
보유한 <단장>의 이름은 <눈의 여왕>. 유키노의 육체적 고통을 불로 바꾼다. 그러나, 그 고통에 집중하지 않으면 출현한 불꽃을 유지할 수 없다. 커터 칼로 손목이나 팔을 긋는 수법을 기본으로 하고 있다.
단장시는 <나의 아픔이여, 세계를 태워라>.
또한, 부모님의 참살사체와 자택이 불타는 모양을 직접 본 탓에, 육류를 일체 먹을 수 없기에, 영양보급은 각종 약에 의지하고 있다. (생전에 정신안정제와 수면제로 절어 있었던 카제노의 열화행위의 측면도 겸하고 있다)
- 《재투성이》의 <포화>에서의 배역은 '재'.
- 《헨젤과 그레텔》의 <포화>에서의 배역은 '그레텔'. 유키노에게는 '그레텔'이 길을 잃지 않고 집으로 돌아갈 수 있도록 빵조각을 뿌려둔 '헨젤' 배역인 아오이가 함께 있었기에, '살인'을 해도 '돌아갈 장소'를 잃어버리는 일은 없었다.
- 《빨간모자》의 <포화>에서의 배역은 '사냥꾼'
- 《패랭이꽃》의 <포화>에서의 배역은 '성의 요리장'
- 《잠자는 숲속의 공주》의 <포화>에서의 배역은 '왕자들'

토키츠키 카제노(時槻 風乃)
유키노의 언니. 현재는 유키노에 씌어있는 망령이라는 입장. 유키노에 머무는 <단장>의 일부이자 오리지널. 외모는 유키노와 쏙 빼닮았지만, 항상 악의로 채운 미소를 띄우고 있어 같은 고딕 롤리타풍의 드레스도 카제노가 입고 있으면 유키노가 입고 있을 때보다도 소녀성이 강조되어 느껴진다. 평소의 망령상태로는 유키노와, 타인의 <단장>을 공유하는 <단장>을 품고 있는 아오이 외에는 그 존재를 지각할 수 없다. 아오이를 마음에 들어하는 듯 해서, <단장>명으로 부르며 귀여워하고 있다.
평소 망령상태일 때에는, <포화>에 매우 민감해 그 발현과 그것이 내포한 본질을 빠르게 알아차린다.
단장시는 <어리석고 사랑스러운 나의 동생아, 너의 몸과 마음과 그 고통을 모두 내게 바치겠니?>
카제노가 그렇게 묻고(그러나, 이 질문은 필수적인것은 아니다), 유키노가 <줄게>라고 답하는 것으로, 유키노의 고통을 빨아들여 출현하는 것이 가능해진다. 그때 조종하는 불꽃은 유키노의 것과는 비교할 수 없이 강력하다.
카가리 마사타카(鹿狩 雅孝)
고물상 '카가리야'의 점장. 아오이들이 소속된 <로지>를 보살피는, 서포트 담당. 보통은 가게 이름인 '카가리야'로 불린다.(본명으로 부르는 것은 타키정도) 원래는 대학의 민속학을 배워, 동화나 심볼학에 조예가 깊다. 이와 관련된 이야기가 되면 주위를 신경쓰지 않고 계속 이야기하곤 한다. 대학원 재학 중에 입원했던 병원에서, 나중에 약혼자가 되는 시즈루와 알게 되어, 사랑의 도피를 했다. 그러나, 시즈루는 자신이 임신하고, 더 이상 이 행복이 지속될 수 없다는 것을 깨닫자, 병원으로 돌아가는 것을 거부하고 자살하고 만다. 설상가상으로 카가리야의 부모님이 카가리야의 눈앞에서 동반자살을 하게 된다. 시즈루와 부모님의 시체가 <이형>이 아니라 온전한 인간의 형태였다고 묘사되는 바, 이들은 <포화>가 아직 생겨나지 않은 시점에서 자살한 듯 하다. 이로 인해 카가리야에게 <신의 악몽>에 의한 <포화>인 <팔백비구니>의 악몽의 거품이 떠오른다. 이후 무라쿠사와 장의사에 의해 구해져 <단장보유자>이자 <기사>가 된다. 카가리야 본인이 잠유자였는지는 본편에 자세히 드러나지 않으나, <포화>의 주인공인 '인어를 먹은 처녀' 배역을 담당했던 점으로 보았을 때, <잠유자>이자 <단장보유자>가 된 <오리지널>로 보인다.
보유한 단장의 이름은 <황천호계>(요모츠헤구리). 품고 있는 악몽의 내용은 "자신만이 죽을 수 없다". 카가리야의 피를 섭취하면, 모든 육체의 외상을 치유할 수 있다. 그러나, 일반인이 이 피를 섭취하면 <이형>화하기 때문에 일반인에게는 사용하지 못한다. 그나마 타인의 <단장>에 저항 능력이 있는 <단장보유자>에게도 <이형>화할 가능성이 있기에, <단장보유자>를 치료할 때는 조금씩 상황을 보며 사용한다. 카가리야 자신은 어떠한 외상을 입어도, 자신의 의사와는 관계없이 순식간에 <효과>가 발동하기에, 결코 육체적인 손상으로는 죽을 수 없다.
- 《팔백비구니》(한국 번역에서는 '야오비구니')의 <포화>에서의 배역은 '인어를 먹은 처녀'.
- 《인어공주》의 <포화>에서의 배역은 '인간의 왕자님'. '인어공주의 언니' 배역인 치에가 칼로 난도질했었지만 <단장>의 <효과>에 의해 존명.

타노우에 사츠키(田上 颯姫)
'카가리야'에 소속된 <기사>의 한 사람이자, 서포트 담당. 일본에서 가장 유명하고 인원수도 많은 <혈맥>과 이어져있다. 겉보기로는 중학생정도로 보이지만, <단장> 때문에 학교는 다니지 않는다.(애초에 호적을 가지고 있지 않기에, 학교에 다닐 수는 없다) 평소에는 '카가리야'에서 잡다한 일을 하고 있다. 네 자매중 셋째로, 미즈키의 언니. 자신의 비참한 상황을 신경쓰지 않고, 밝게 행동하지만, 너무나도 긍정적이라 애처롭게 보이는 일도 많다. 그녀의 머리 속에는 <단장>의 <효과>인 작은 붉은 벌레들이 무수히 숨어 있어, 귀마개를 빼내면 무한히 흘러넘친다.
보유한 단장의 이름은 <식해(食害)>. 모든 기억을 먹어 말소해버리는 벌레. <포화>에 의한 이상현상이 외부에 알려지지 않도록, <포화>의 현장이나 이상한 형상으로 변모해버린 피해자들과 관련된 기억을 주위 사람들로부터 말소하는 것으로, 결국 그 사람이 존재했던 사실도 지워버릴 수 있다. 그러나, 머리 속의 벌레는 밖으로 내보내지 않으면 사츠키 자신의 기억을 먹어치워버리기 때문에, 반복되지 않는 기억은 금세 잊어버리게 된다. 그 때문에 수년 전부터 옛날의 기억은 전혀 남아있지 않고, 여동생인 미즈키나 미즈키를 낳고 죽었다 하는 어머니의 일도 전혀 기억하지 못한다. 계속 잃어버리는 기억을 보충하기 위해 항상 목에 메모장을 걸고 다닌다. 카가리야가 다른 <로지>로 가서 부재중일 때에는, 그 날의 예정(그 대부분이 '유미코짱에게~'로 시작한다)을 쓴 대량의 종이를 여기저기에 붙여두고 있다.
자주 <그랑 기뇰의 색인 찾기>에 의해 예언된 <포화>에 말려들고 있지만 지금까지는 한번도 <포화>의 배역에 들어간 적은 없다.
나츠키 유미코(夏木 夢見子)
'카가리야'의 안쪽에 있는 서고에서 하루종일 그림책을 읽고 있는 소녀. 3년 전 <포화>와 조우해 마음이 부서져, 공포 이외의 감정을 잃고 외계(外界)의 사건에 거의 반응하지 않게 되었다. 아직까지는 발광에 이르지는 않고 있다. 혼자 있을 때는 절대 자지 않고, 특히 밤에는 가까이에 마음을 허락하는 상대가 없으면 잠들지 못한다.
보유한 단장의 이름은 <그랑 기뇰의 색인 찾기>. 동화의 형태를 띌 만큼 거대한 <포화>가 나타날 때, 그 <포화>의 내용을 동화의 형태로 예언한다. 또한, 이 <단장>이 발동하는 현장에 마침 함께 있던 유미코 외의 사람들은 예외없이 그 거대한 <포화>에 어떤 형태로든 얽히게 된다. 예언이 빗나간 적은 한번도 없었다. 단, 원래라면 동화의 형태를 취할 정도로 큰 <포화>는 수년에 한번 일어날까 말까 하는 일이었는데, 아오이가 유키노와 만나, <단장>으로 각성하고 나서는 이상할 정도로 자주 일어나고 있다. 카제노의 말에 의하면 "아오이(앨리스)와 유미코(토끼)가 만나서, 아무 이야기도 시작되지 않을 리가 없다"라는 듯 하다.

### 그 밖의 <기사단> 관계자
타키 슈우지(瀧 修司)
항상 상복을 입고 있는, 과묵한 커다란 남자. <포화>에 의한 피해자들의 이상한 사체 뒤처리를 맡고 있다. 카가리야 왈, "그만큼 유효한 시체 처리반은 없다." 그러나, 너무 긴 시간을 자신의 <단장>과 함께 한 탓인지, 인간으로서의 제정신을 유지하고는 있지만 보통 사람에서 일탈해 있어, 아오이 왈 "장대한 장례행렬을 한 사람으로 응축한 듯한" 이질적인 기색과 분위기를 전신에 감고 있다.
보유한 <단장>의 이름은 <장의사>. 그의 손에 의해 잘게 잘려진 사체는 피 한방울, 머리카락 한가닥, 고기 한조각도 남기지 않고 전부 심장이 있는 곳으로 집합해, 생명활동이 재개된다(그러나 심장을 잃은 상태라면 효과는 발생하지 않는다). 핏자국까지 소멸시킬 수 있기 때문에, 그가 사체처리로 이름을 떨치고 있는 것은 오직 이 <효과> 탓이다. 산간에 있는 본가에서 도예업을 하고 있어, <효과>로 인해 소생한 사체는 그곳의 가마에서 태워진다. 재가 될 때까지 태우는 것으로 완전히 소멸시킬 수 있는 듯 하다. 또, <효과>에 의해 되살아난 사체의 전신이 갖추어지지 않을 때에는, 그가 손대지 않은 부분도 생명활동을 재개하여, 전신과 하나가 되기 위해 난폭하게 움직이기에, 그 반응을 바탕으로 사체의 미발견 부위를 발견할 수도 있다.
카가리야와 사이가 좋은 듯 하여, 카가리야 이외의 인간에게는 좀처럼 입을 열지 않는다. 실제로, 조수인 카나코와도 말을 주고받는 신은 빨간모자의 <포화> 한장면밖에 없다.
단장의 그림 13권 행복한 왕자에서 아오이의 단장의 폭발로 소멸하게 된다.
토츠카 카나코(戸塚 可南子)
타키의 조수. 나이는 아오이들보다 조금 연상인 정도. 문자 그대로 타키의 서포트역이며, 타키의 <단장>에 의해 되살아난 사체의 운반·처리가 주 역할이다. (타키의 <단장>에 의해 되살아난 사체는 그대로 내버려두면 날뛰기 시작하기 때문에, 그것을 막기 위해 되살아나자마자 다시 죽이지 않으면 안 된다) 커뮤니케이션 능력이 전무한 타키를 대신해서, 상황을 설명하는 역할도 맡고 있다. 또, 타키와 마찬가지로 항상 상복을 입고 있다.
<단장보유자>인지 아닌지는 확실하게 밝혀지지 않고 있지만, 사츠키의 <식해>를 무해하다고 발언하고있다
사실 타키에 의해서 되살아난 이형이다. 소생의 충격 때문에 몇년간은 제대로 된 생활이 불가능. 종종 자아를 잃어서 몇달에 한번 타키에 의해 분해된다. 생전에는 타키에 대해 스토커적 기질이 있었다.

### 서브 캐릭터
시키시마 유즈루(敷島 譲)
아오이의 클래스메이트. 쾌활한 성격의 소유자. 소꿉친구인 사와노의 장난감인듯 하다. 무서운 이야기에 약함.
사와노 유미히코(佐和野 弓彦)
아오이의 클래스메이트. 시키시마와는 소꿉친구로, 취미는 그를 주물럭거리는 것.
미조구치 하야(溝口 葉耶)
아오이의 소꿉친구이자 첫사랑, 그리고 트라우마의 원흉. 아오이보다 1살 연상으로, 유치원에 다닐 때에 이미 아동문학작품을 읽고 있을 정도로 머리가 좋은 소녀였지만, 그 총명함 탓에 양친의 불화를 알아채고 말아, 부모님으로부터 사랑받지 못해 5살때부터 자상벽이 있었고, 자주 아오이와 저주의 의식같은 놀이를 하곤 했다. 초등학교때 유일한 친구였던 아오이에게 거절당해, 그녀에게 떠오른 <포화>에 의해 이형화해서 사망했다.(공적으로는 행방불명으로 되어 있다)
그녀의 존재는 지금도 아오이의 마음에 영향을 주고 있다. 특히 유키노를 그녀와 겹쳐보고 있어서, 절대로 죽지 않게 하겠다고 몰래 맹세할 정도이다.
시라노 코우이치(白野 光一)
아오이의 아버지.
시라노 케이(白野 圭)
아오이의 어머니.
미키메 겐(三木目 源)
카가리야가 아는 의사. 원래 시즈루의 주치의였던 인연에서, 카가리야가 <보유자>가 된 경위를 알고 있다. 그 자신은 <보유자>가 아니지만, <황천호계>를 사용할 수 없는 상처의 치료 등, 여러가지로 협력해 주고 있다.

### 포화에 말려든 자
모리즈카 마이코(杜塚 眞衣子)
아오이의 클래스메이트. 《재투성이》의 <잠유자>. <이형>화하여, 아오이의 단장에 의해 살해당한다. 품은 <악몽>의 내용은 "자신은 누구에게도 사랑받지 못한다". 배역은 '재투성이'.
말기 암을 앓고 있는 어머니의 간호를 위해 학교를 쉬고 있었던데다, 원래 얌전하고 심약한 성격탓에 반에서 무척이나 눈에 띄지 않는 존재였지만, 아오이를 몰래 짝사랑하고 있었다.
어릴때부터 어머니로부터 학대받고 있었기에, 왼발이 담뱃불로 지져져 켈로이드상태가 되어있어 이에 컴플렉스가 있다. 근처 공원에 모여드는 비둘기에게 먹이를 주는 것이 유일한 즐거움이었다. 그림책, 동화, 아동문학을 좋아했기에, 본인이 <악몽>과 동화의 부합을 알아차리고 말아, 공포가 연쇄. 결과 피해가 확대되었다. 지금까지 <악몽>과 동화의 부합을 인식한 유일한 <잠유자>.
<악몽>의 괴기현상 내용은, 악의를 가지고 타인을 본다는 '죄'를 범한 '악'의 속죄로서 눈알을 파내고, 혈액이나 사람의 재로부터 이형의 비둘기가 태어난다, 등.
<이름지우기>에 의해 이름과 존재가 말소되어, 아오이들 외에 그녀의 존재를 기억하는 사람은 없다. 이 일로부터, 아오이는 그녀를 잊지 않고, 그녀가 존재했던 것의 유일한 증인으로서 살아가는 것을 결의한다.
히메자와 하루카(媛沢 遙火)
유키노의 클래스메이트이자, 반장. 《헨젤과 그레텔》의 <잠유자>. <이형>화하여, 카제노의 단장에 의해 살해당한다. 품은 <악몽>의 내용은 "자신이 구했을 터인 사람이 죽는 것". 배역은 '마녀가 된 그레텔'.
누구에게든 평등하게 대하는 강한 책임감을 가지고 있다. (이 성격이 <이형>화한 원인) 반에서 무시 또는 적시당하는 유키노에게 말을 거는 유일한 클래스메이트였다. 유키노는, "보통의 세계를 지키는 여주인"이라 말했다. 초등학교때, 차 안에 방치되어 있던 아기를 발견했는데, 그 아기가 수시간전에 열사병으로 사망. 그것에 관해, 아기의 어머니로부터 되려 원망섞인 협박을 받은 것이 강한 트라우마가 되어, 현재의 강한 책임감을 형성하게 되었다. 사람이 지나다니지 않는 곳에 주차된 차의 근처를 지나가는 것을 꺼려한다. <이형>화했어도, 죽을때까지 자아와 이성을 유지해서, 최후의 선을 넘지는 않았다.
<악몽>의 괴담현상의 내용은, '살인'을 범하고 '돌아갈 장소'를 잃은 자는 '마녀'가 된다, 아기의 손바닥이나 뺨이 유리에 떠오른다, 인간이 자신의 의지와는 상관없이 협소한 곳으로 자신의 몸을 부수면서까지 밀어넣는다, 등.

## 용어

### 포화
泡禍, 버블 페릴. 전지한 신이 한번에 보고 만 악몽. 그리고 전능한 신의 손으로 잘라낸 그것이 인간의 의식에 떠올라 녹아들어 현실이 되어버린 악몽. 또는 그 악몽이 일으키는 일련의 이상현상.

의식에 떠오른 '악몽의 거품'은 그 사람이 갖고 있는 고유한 기억이나 악몽, 광기와 뒤섞여 형태를 바꾸는데 떠오른 '거품'이 너무 컸을 때는 개인의 개성이 희석되어 이야기의 '원형(아키타이프)'에 가까워져 <동화>의 형태와 비슷해진다.

### 단장
断章, 프래그먼트. <포화>에서 생환한 인간의 마음에 남겨진 <악몽의 거품>의 파편. <포화>에 의해 이식된 트라우마를 끌어냄으로써, 현실세계에 다양한 이상현상을 불러낼 수 있다. 이것을 가진 자를 <단장보유자>(프래그먼트 홀더)라 부른다. <포화>에 대한 유일무이한 대항수단이지만 언제 폭주할지 모른다는 위험성을 안고 있은 양날의 칼.
인간의 마음은 유한하기 때문에, 무한의 보편성을 가지는 신의 악몽은 하나밖에 보유할 수 없다. 이 성질 때문에, <단장보유자>는 타인의 악몽으로 이형화하지 않는다.
효과(이펙트)
<신의 악몽>에 의해 발생되는 이상현상 중에서, <단장보유자>가 보유한 <단장>에 의한 것을 특별히 <효과>라 부른다. 당연히, 현상의 내용은 다양하다.
잠유자(潜有者, 인큐베이터)
<포화>의 중심이 되어 있는 인간. <잠유자>가 마음 속에 안고 있는 악몽에 의해, <포화>는 어떻게라도 모습을 바꾼다.
오리지널
<악몽의 거품>이 자신의 마음에 떠오른 과거를 가진 <단장보유자>. <단장보유자>에는 크게 두 종류가 존재하는데, 하나는 <포화>에 말려들어 <신의 악몽>의 트라우마를 갖게 된 케이스이고, 다른 하나는 <잠유자> 자신이 <단장보유자>가 된 케이스이다. 이 경우 후자를 오리지널이라 부른다. 카제노는 오리지널이라고 본편에 명시되어 있으며, 본편에 명시되지는 않았으나 카가리 역시 높은 확률로 이 오리지널에 속한다.
이단(異端, 히어티)
<잠유자>가 <악몽의 거품>이 초래한 비극, 이상현상 등에 의해, 자아를 유지하지 못하게 되어 발광한 상태. 제정신을 잃은 <잠유자>는 무한정으로 <포화>를 흩뿌리는 문으로 변하고, 제정신으로 돌아오는 전례가 전무하기에, <이단>화한 <잠유자>는 살해하는 수밖에 없다.
또, 단장이 폭발한 홀더가 완전히 제정신을 잃고 폭주해 자신이 겪었던 악몽의 파편을 흩뿌리게 된 경우도 <이단>이라 부르는데 가벼운 폭발이라면 억제할 수 있지만 돌이킬 수 없는 경우에는 역시 살해해야만 한다. 이렇게 단장 폭발로 인해 발생한 이상현상의 경우는 엄밀히는 <포화>에 속하지 않는다. 또한, 단장 폭발로 마음의 상처를 입고 <홀더>가 된 경우, 그들은 파편의 파편을 내포했다는 의미로 <계승자(석세서)>라 불린다.
13권에서 밝혀진 바로는, 원래 '이단'의 영어는 '헤러티'로 발음하지만 단장 기사단에서는 여기(히어)에 있는 <이단>이라는 이중적인 의미를 갖고 있는 은어로서 '히어티'로서 발음하는 것이라고 한다. 단장의 폭발로 이단화하는 현상이 너무나도 빈번하자 붙여진 이름이라고 한다. 이 사실이 밝혀질 줄 미처 모르고 9권에서 '헤러시'로 번역하는 바람에, 10권을 번역할 때 무진장 헤맸다고 후기에 써놓은 역자에게 애도를.
계승자(석세서)
단장보유자가 자신의 단장을 폭주시켜버려 발생한 포화에 의해, 일반인에서 단장보유자가 된 자를 말한다. 아직까지 '계승자'가 등장한 적은 없다.
이형(異形, 디제너레이션)
<포화>와 조우한 인간이, 분명하게 이상한 형상(다수의 인간이 녹아 합쳐지거나, 인체의 상처에서 다른 생물의 몸 일부가 생겨나는 등)으로 변모해버린 상태. <이형>화한 시점에서 이성이나 생명을 잃어버렸기에, 원상태로 되돌리는 방법은 존재하지 않는다. 그러기에, <이단>과 마찬가지로 발견됨과 동시에 살해한다.
혈맥(血脈, 리니지)
어머니로부터 아이에게 <단장>이 유전되는 것. 강력한 <단장>은 드물게 모계유전되는 일이 있어, <혈맥>에서 태어난 아이는 태어났을 때부터 <보유자>가 된다. 태어난 지 얼마 되지 않아 자아가 확립되지 않은 인간에게 <단장>이 있는 것은 매우 위험하기에, 기본적으로 <혈맥>은 발견되는대로 살해한다. 그러나, 그 <단장>의 <효과>가 <기사단>의 활동에 무척 유용하고 비교적 위험도가 낮을 경우에는 보호된다. 이 경우, <혈맥>의 아이는 호적을 가지지 못한 사생아로서, 각지의 <로지>로 보내지는 것이 통례다. 전형적인 예는 사츠키의 <식해>와 같은 경우.

### 단장 기사단
오더 오브 더 프래그먼츠. <포화>에 말려들었다가 살아남은 <단장보유자>들이 소속된 상호부조 조직. <기사단>의 활동 거점이 되는 곳을 <로지>라 한다.
<기사단>에 소속된 <단장보유자>중, <포화>에 말려든 인간을 구하기 위해 무상으로 싸우는 자들을 <기사>(오더)라 부른다. <기사> 전원이 직접적인 전투요원은 아니고, 약 8할 정도는 지원이나 보조를 하고 있다. 반면 <기사단>에 소속되어 있는 <단장보유자>들의 대부분은, 자신의 트라우마와 <악몽>을 다시 마주하는 것을 두려워해, <기사>로 활동하지 않고 단지 <기사단>의 보호만 받는다고 한다. 이로 인해 <기사>가 한명도 존재하지 않는 <로지>가 있을 정도. 그러나 이렇게 <포화>와 싸우느라 상시 위험에 노출되어 있는 <기사>와, 기사가 아니기에 단지 <기사단>의 안전지대에서 보호받는 <단장보유자>의 사망률의 차이는 채 2배도 되지 않을만큼 비슷하다. 이는 <기사>로써 싸우던 싸우지 않던, <단장보유자>가 지닌 <단장> 폭발의 위험성과 빈도를 여실히 드러내고 있는 수치라 할 수 있다. 
그들은, <단장>이 평소 폭주하지 않도록, 몇가지 연구를 하고 있다. 예를 들면, 단장시의 사용이나 특정한 복장(유키노의 고스로리 의상 등)등은 유사시에 <단장>을 발동하기 쉽게 함과 동시에 <단장>의 폭주를 억누르기 위한 것이다.

### 단장시
과거 자신이 조우한 <포화>에 대한 트라우마를 선명하게 하는 동시에 순식간에 마음 속에서 불러내, 보다 신속하게 <단장>의 <효과>를 발동시키기 위한 말. 사용할 것인가 말 것인가는 <단장보유자>마다 다르다.

### 맬리셔스 테일
악의 있는 이야기. 동화작가 존 델타에 의해 쓰여진 책. 앞부분에 <포화>에 관련된 기술(시)이 보인다.
원제는 '사람에게 가해진 잔인한 운명과 싸워야 하는 기사들을 위해 기록하는, 깊은 곳에서 오는 커다란 거품의 비밀, 혹은 악의 있는 이야기'라고 한다.
<기사단>의 시작은 이 책을 읽고 <포화>에 휩쓸렸던 세명의 영국인이, <포화>에서 살아남아 <단장보유자>가 된 뒤, 이 책을 성서(바이블)로 삼아 자신들을 <기사>로 칭한 데에 있다. 그 후, 점점 수를 늘려나가 세계 곳곳에 <기사단>의 <로지>와 <기사>들이 생겨나게 된다.

## 출판 목록
1권 재투성이
 2006년 4월, ISBN 978-4-8402-3388-0
 2007년 10월, ISBN 978-89-252-1938-7
2권 헨젤과 그레텔
 2006년 7월, ISBN 978-4-8402-3483-2
 2007년 11월, ISBN 978-89-252-1939-4
3권 인어공주·상
 2006년 12월, ISBN 978-4-8402-3635-5
 2008년 1월, ISBN 978-89-252-1940-0
4권 인어공주·하
 2007년 3월, ISBN 978-4-8402-3758-1
 2008년 3월, ISBN 978-89-252-2496-1
5권 빨간모자·상
 2007년 7월, ISBN 978-4-8402-3909-7
 2008년 7월, ISBN 978-89-252-3137-2
6권 빨간모자·하
 2007년 12월, ISBN 978-4-8402-4116-8
 2008년 9월, ISBN 978-89-252-3441-0
7권 황금 알을 낳는 암탉
 2008년 4월, ISBN 978-4-04-867016-6
 2008년 12월, ISBN 978-89-252-3910-1
8권 패랭이꽃·상
 2008년 8월, ISBN 978-4-04-867172-9
 2009년 2월, ISBN 978-89-252-4145-6
9권 패랭이꽃·하
 2008년 12월, ISBN 978-4-04-867420-1
 2009년 7월, ISBN 978-89-252-4838-7
10권 잠자는 숲 속의 공주·상
 2009년 4월, ISBN 978-4-04-867764-6
 2009년 12월, ISBN 978-89-252-5534-7
11권 잠자는 숲 속의 공주·하
 2009년 8월, ISBN 978-4-04-867939-8
 2010년 2월, ISBN 978-89-252-5798-3
12권 행복한 왕자·상
 2010년 5월, ISBN 978-4-04-868541-2
 2010년 10월, ISBN 978-89-252-6970-2
13권 행복한 왕자·하
 2010년 10월, ISBN 978-4-04-868929-8
 2011년 5월, ISBN 978-89-252-7876-6
14권 라푼젤·상
 2011년 3월, ISBN 978-4-04-870376-5
 2011년 11월, ISBN 978-89-252-8939-7
15권 라푼젤·하
 2011년 8월, ISBN 978-4-04-870730-5
16권 백설공주·상